# Liste des édifices protégés d'Andorre
Cet article recense les édifices protégés d'Andorre.

## Monuments d'intérêt culturel
Les monuments suivants sont classés comme Bien d'intérêt culturel (en catalan : Béns d'interès cultural).
| Nom                                                   | Nom catalan                                  | Paroisse            | Adresse                                  | Coordonnées                 | Référence | Illustration |
| ----------------------------------------------------- | -------------------------------------------- | ------------------- | ---------------------------------------- | --------------------------- | --------- | ------------ |
| Casa de la Vall                                       | Casa de la Vall                              | Andorre-la-Vieille  | Carrer de la Vall                        | 42° 30′ 24″ N, 1° 31′ 14″ E | 65        |              |
| Église Saint-André d'Andorre-la-Vieille               | Església de Sant Andreu                      | Andorre-la-Vieille  | Carrer de Sant Andreu                    | 42° 30′ 37″ N, 1° 31′ 51″ E | 63        |              |
| Église Saint-Étienne d'Andorre-la-Vieille             | Església de Sant Esteve                      | Andorre-la-Vieille  | Plaça del Príncep Benlloch               | 42° 30′ 26″ N, 1° 31′ 18″ E | 62        |              |
| Église Sainte-Colombe de Santa Coloma                 | Església de Santa Coloma                     | Andorre-la-Vieille  | Carrer Major, Santa Coloma               | 42° 29′ 39″ N, 1° 29′ 51″ E | 22        |              |
| Pont de la Margineda                                  | Pont de la Margineda                         | Andorre-la-Vieille  | Carretera general 1, Santa Coloma        | 42° 29′ 03″ N, 1° 29′ 31″ E | 64        |              |
| Église Saint-Barthélemy de Soldeu                     | Església de Sant Bartomeu de Soldeu          | Canillo             | Carrer Calbó, Soldeu                     | 42° 34′ 37″ N, 1° 40′ 03″ E | 32        |              |
| Église Saint-Jean de Caselles                         | Església de Sant Joan de Caselles            | Canillo             | Carretera general 2                      | 42° 34′ 15″ N, 1° 36′ 28″ E | 19        |              |
| Église Saint-Michel de Prats                          | Església de Sant Miquel de Prats             | Canillo             | Prats                                    | 42° 33′ 37″ N, 1° 35′ 38″ E | 35        |              |
| Église Saint-Pierre d'El Tarter                       | Església de Sant Pere del Tarter             | Canillo             | El Tarter                                | 42° 34′ 43″ N, 1° 39′ 11″ E | 33        |              |
| Église Saint-Saturnin de Canillo                      | Església de Sant Serni de Canillo            | Canillo             | Placeta de Sant Serni                    | 42° 34′ 03″ N, 1° 35′ 51″ E | 31        |              |
| Église Sainte-Croix de Canillo                        | Església de la Santa Creu                    | Canillo             | Camí vell de Prats                       | 42° 33′ 57″ N, 1° 35′ 59″ E | 34        |              |
| Ancien sanctuaire de Meritxell                        | Santuari vell de Meritxell                   | Canillo             | Meritxell                                | 42° 33′ 18″ N, 1° 35′ 27″ E | 36        |              |
| Nouveau sanctuaire de Meritxell                       | Santuari nou de Meritxell                    | Canillo             | Meritxell                                | 42° 33′ 17″ N, 1° 35′ 27″ E | 37        |              |
| Église Saint-Marc-et-Sainte-Marie d'Encamp            | Església de Sant Marc i Santa Maria          | Encamp              | Cementiri d'Encamp                       | 42° 31′ 59″ N, 1° 34′ 19″ E | 40        |              |
| Église Saint-Michel de la Mosquera                    | Església de Sant Miquel de la Mosquera       | Encamp              | Carrer de Sant Miquel de la Mosquera     | 42° 32′ 06″ N, 1° 34′ 55″ E | 39        |              |
| Église Saint-Romain de Les Bons                       | Església de Sant Romà de Les Bons            | Encamp              | Les Bons                                 | 42° 32′ 20″ N, 1° 35′ 13″ E | 23        |              |
| Église Saint-Romain de Vila                           | Església de Sant Romà de Vila                | Encamp              | Vila                                     | 42° 31′ 53″ N, 1° 34′ 04″ E | 41        |              |
| Église Sainte-Eulalie d'Encamp                        | Església i Comunidor de Santa Eulàlia        | Encamp              | Carrer Mossèn Ermengol                   | 42° 32′ 05″ N, 1° 34′ 36″ E | 38        |              |
| Hôtel Rosaleda                                        | Hotel Rosaleda                               | Encamp              | Avinguda Copríncep Francès, 13           | 42° 32′ 13″ N, 1° 35′ 04″ E | 30        |              |
| Tour des Maures                                       | Torre dels Moros                             | Encamp              | Les Bons                                 | 42° 32′ 22″ N, 1° 35′ 14″ E | 42        |              |
| Église Saint-Michel d'Engolasters                     | Església de Sant Miquel d'Engolasters        | Escaldes-Engordany  | Engolasters                              | 42° 30′ 41″ N, 1° 33′ 37″ E | 27        |              |
| Église Saint-Pierre-Martyr d'Escaldes-Engordany       | Església de Sant Pere Màrtir                 | Escaldes-Engordany  | Avinguda Carlemany                       | 42° 30′ 32″ N, 1° 32′ 30″ E | 73        |              |
| Église Saint-Romain d'Els Vilars                      | Església de Sant Romà dels Vilars            | Escaldes-Engordany  | Els Vilars                               | 42° 30′ 53″ N, 1° 32′ 05″ E | 74        |              |
| Pont d'Engordany                                      | Pont d'Engordany                             | Escaldes-Engordany  | Carrer d'Engordany                       | 42° 30′ 33″ N, 1° 32′ 33″ E | 77        |              |
| Pont dels Escalls                                     | Pont dels Escalls                            | Escaldes-Engordany  | Carrer dels Escalls                      | 42° 30′ 48″ N, 1° 32′ 05″ E | 76        |              |
| Pont Pla                                              | Pont Pla                                     | Escaldes-Engordany  | Carretera general 3                      | 42° 31′ 03″ N, 1° 31′ 35″ E | 78        |              |
| Pont de la Tosca                                      | Pont de la Tosca                             | Escaldes-Engordany  | Camí d'Engolasters                       | 42° 30′ 33″ N, 1° 32′ 44″ E | 75        |              |
| Maison Rull                                           | Casa Rull                                    | La Massana          | Sistony                                  | 42° 31′ 57″ N, 1° 30′ 51″ E | 145       |              |
| Église Saint-André d'Arinsal                          | Església de Sant Andreu d'Arinsal            | La Massana          | Arinsal                                  | 42° 34′ 20″ N, 1° 29′ 03″ E | 56        |              |
| Église Saint-Clément de Pal                           | Església de Sant Climent de Pal              | La Massana          | Carrer de Sant Climent, Pal              | 42° 32′ 46″ N, 1° 28′ 31″ E | 25        |              |
| Église Saint-Christophe d'Anyós                       | Església de Sant Cristòfol d'Anyós           | La Massana          | Carretera de sant Cristòfol, Anyós       | 42° 32′ 06″ N, 1° 31′ 28″ E | 59        |              |
| Église Saint-Armengol de l'Aldosa                     | Església de Sant Ermengol de l'Aldosa        | La Massana          | Plaça del Poble, l'Aldosa                | 42° 32′ 37″ N, 1° 31′ 21″ E | 58        |              |
| Église Saint-Aciscle-et-Sainte-Victoire de La Massana | Església de Sant Iscle i Santa Victòria      | La Massana          | Plaça del Poble                          | 42° 32′ 42″ N, 1° 30′ 50″ E | 55        |              |
| Église Saint-Jean de Sispony                          | Església de Sant Joan de Sispony             | La Massana          | Plaça de Sant Joan, Sispony              | 42° 32′ 01″ N, 1° 30′ 58″ E | 60        |              |
| Église Saint-Romain d'Erts                            | Església de Sant Romà d'Erts                 | La Massana          | Carretera d'Arinsal, Erts                | 42° 33′ 42″ N, 1° 29′ 48″ E | 57        |              |
| Forge Rossell                                         | Farga Rossell                                | La Massana          | Avinguda del Través (Carretera a Ordino) | 42° 32′ 46″ N, 1° 31′ 16″ E | 133       |              |
| Pont de Saint-Antoine de la Grella                    | Pont de Sant Antoni de la Grella             | La Massana          | Carretera general 3                      | 42° 31′ 32″ N, 1° 31′ 16″ E | 61        |              |
| Maison d'Areny-Plandolit                              | Casa d'Areny-Plandolit                       | Ordino              | Carrer Major                             | 42° 33′ 24″ N, 1° 32′ 02″ E | 47        |              |
| Maison Rossell                                        | Casa Rossell                                 | Ordino              | Carrer dels Portals                      | 42° 33′ 23″ N, 1° 32′ 01″ E | 49        |              |
| Chapelle de la maison Rossell                         | Capella de casa Rossell                      | Ordino              | Carrer dels Cóms                         | 42° 33′ 23″ N, 1° 32′ 01″ E | 54        |              |
| Pigeonnier de la maison Rossell                       | Colomer de casa Rossell                      | Ordino              | Carrer dels Cóms                         | 42° 33′ 23″ N, 1° 32′ 01″ E | 53        |              |
| Église Saint-Corneille-et-Saint-Cyprien d'Ordino      | Església de Sant Corneli i Sant Cebrià       | Ordino              | La Placeta                               | 42° 33′ 24″ N, 1° 31′ 59″ E | 43        |              |
| Église Saint-Martin de La Cortinada                   | Església de Sant Martí de la Cortinada       | Ordino              | Carretera general 3, la Cortinada        | 42° 34′ 36″ N, 1° 31′ 04″ E | 24        |              |
| Église Saint-Michel d'Ansalonga                       | Església de Sant Miquel d'Ansalonga          | Ordino              | Carretera general 3, Ansalonga           | 42° 34′ 06″ N, 1° 31′ 18″ E | 52        |              |
| Église Saint-Pierre d'El Serrat                       | Església de Sant Pere del Serrat             | Ordino              | Camí de Sant Pere, el Serrat             | 42° 37′ 05″ N, 1° 32′ 17″ E | 44        |              |
| Église Saint-Roch de Sornàs                           | Església de Sant Roc de Sornàs               | Ordino              | Plaça del Poble, Sornàs                  | 42° 33′ 54″ N, 1° 31′ 40″ E | 46        |              |
| Église Saint-Saturnin de Llorts                       | Església de Sant Serni de Llorts             | Ordino              | Carretera general 3, Llorts              | 42° 35′ 46″ N, 1° 31′ 37″ E | 45        |              |
| Église Sainte-Barbe d'Ordino                          | Església de Santa Bàrbara                    | Ordino              | Prats de Santa Bàrbara                   | 42° 33′ 20″ N, 1° 31′ 45″ E | 50        |              |
| Moulin et scierie de cal Pal                          | Mola i serradora de cal Pal                  | Ordino              | Carretera general 3, La Cortinada        | 42° 34′ 37″ N, 1° 31′ 04″ E | 48        |              |
| Église Saint-Étienne de Bixessarri                    | Església de Sant Esteve de Bixessarri        | Sant Julià de Lòria | Carretera de Bixessarri                  | 42° 28′ 57″ N, 1° 27′ 32″ E | 66        |              |
| Église Saint-Julien-et-Saint-Germain de Lòria         | Església de Sant Julià i Sant Germà de Lòria | Sant Julià de Lòria | Avinguda Verge de Canòlic, 30            | 42° 27′ 50″ N, 1° 29′ 27″ E | 26        |              |
| Église Saint-Martin de Nagol                          | Església de Sant Martí de Nagol              | Sant Julià de Lòria |                                          | 42° 28′ 30″ N, 1° 29′ 37″ E | 70        |              |
| Église Saint-Michel de Fontaneda                      | Església de Sant Miquel de Fontaneda         | Sant Julià de Lòria | Fontaneda                                | 42° 27′ 16″ N, 1° 27′ 49″ E | 68        |              |
| Église Saint-Pierre d'Aixirivall                      | Església de Sant Pere d'Aixirivall           | Sant Julià de Lòria | Aixirivall                               | 42° 27′ 46″ N, 1° 30′ 07″ E | 71        |              |
| Église Saint-Romain d'Auvinyà                         | Església de Sant Romà d'Aubinyà              | Sant Julià de Lòria | Aubinyà                                  | 42° 27′ 12″ N, 1° 29′ 47″ E | 72        |              |
| Église Saint-Saturnin de Nagol                        | Església de Sant Serni de Nagol              | Sant Julià de Lòria | Carretera de Certers                     | 42° 28′ 10″ N, 1° 30′ 03″ E | 69        |              |